# Комаров, Арман Геннадьевич
Арман Геннадьевич Комаров (род. 8 марта 1999, Омск, Российская Федерация) — российский поэт.

## Биография
Родился в 1999 году в Омске, в семье преподавателя художественной графики и предпринимателя —  Геннадия Семёновича Комарова, и редактора, заведующей издательством ОгИС —  Махаббат Ермековны Жумабаевой.
В 2016—2019 годах — семинарист лито «ПарОм» (при Омском отделении СРП). В 2021 и 2022 годах — семинарист студии издательства «СТиХИ» (семинары Ю. В Казарина и В. А. Куллэ). С 2021 года — постоянный семинарист журнала «Знамя» в рамках школы писательского мастерства и форума молодых писателей Фонда СЭИП. Участник проекта Бориса Кутенкова «Полёт разборов»
Стихи публиковались в журналах «Новая Юность», «Урал», «Русский пионер», «Огни Кузбасса» и др., в электронных журналах «Формаслов», «Дактиль» (Казахстан), на порталах «Полутона», «Prosōdia», «45-я параллель», «Сетевая словесность» и др.
Заметки и рецензии публиковались в журналах «Юность»,  «Знамя».
С 2020 года живёт и работает в Москве.

## Взгляды
В 2019 г. при участии в открытой дискуссии на филологическом факультете ОмГУ высказывался о необходимости систематизации культуры

## Отзывы
В предисловии к произведениям, опубликованным в медиа о поэзии «Prosōdia», стихи сравниваются с заклинаниями.
Анна Нуждина в статье «О поэтике А. Комарова» отмечает продуктивное наследование Мандельштаму, осмысление его опыта, трансформацию идей.
Ольга Балла, говоря о стихах в рамках проекта «Полёт Разборов» и позднее, в предисловии к книге, отмечает:
Комаров говорит от первого лица, но это «я» — не столько лирическое, сколько мифологическое (вернее — лирико-мифологическое). Его стихи очень родственны мифу — в том смысле, что со всем сущим он обращается как с живым
Валерий Шубинский в том же выпуске «полёта» говорит:
Арман Комаров хочет уйти от гладкописи провинциального «традиционализма». Его не прельщает условный язык постмодернистской молодой поэзии 2010-х, с её холодными камланиями. Он не боится своего культурного бэкграунда, своей самости
Сергей Бирюков в комментарии к подборке "ДЫ, да Пушкин не убит", опубликованной на портале «Литературная Россия», высказывается следующим образом:
Омич по рождению Арман Комаров и язык осознает, как зимнюю вьюгу. Слова, звуки действительно вьются вокруг нас и только при каком-то особом настрое мы способны прочитать и пересказать эту вьюгу на свой лад.

## Книги
1. Дебютная книга "Нерчь и за́речь" вышла в 2022 году в издательском проекте Владимира Коркунова "ЛитГОСТ" ( ISBN 978-5-600-03433-4) с предисловием Ольги Балла, отзывами Юрия Казарина, Натальи Ивановой, Александра Маркова и Василия Нацентова[24][25].

## Награды и премии
1. Стипендиат министерства культуры (по итогам XXII Форума молодых писателей России, стран СНГ и ближнего зарубежья)